# Milk 'N' Cookies
Milk 'N' Cookies fue una banda estadounidense formada en Nueva York por Ian North en 1973, en los orígenes de la escena punk de Estados Unidos. Solamente lanzó un álbum llamado como la banda. Después de eso, North viajó a Inglaterra y formó Radio, que luego cambiaría de nombre a Neo.
Sus miembros fueron:
- Justin Strauss (voz)
- Ian North (guitarra): Nacido en la ciudad de Nueva York, el 24 de marzo de 1952.[1]
- Jay Weis (bajo): Más tarde magnate y casado con la actriz Kathleen Turner, con quien tuvo una hija, Rachel, aunque la pareja está divorciada desde 2007.[2] Integrante de The Suits.[3]
- Mike Ruiz (batería): Nacido en Nueva York.[4] Luego en The Beat (no el grupo inglés de ska).
- Sal Maida (bajo): Nacido en Little Italy, Nueva York, el 29 de julio de 1948.[5] Reemplazó a Weis y participó en la grabación de los materiales discográficos de la banda.